# Tusane
Tusane (Tuzane), jedno od nekoliko plemena Carrizo Indijanaca čija je domovina vjerojatno bila uz rijeku Rio Grande nedaleko Lareda. Njihovo ime spominje se uz ostale Carrizo bande jedino u misiji San Juan Bautista, nedaleko Eagle Passa.
Naziv Tusonid, vjerojatno je varijanta od Tusane.